# Hugo Rietveld
Pour les articles homonymes, voir Rietveld.
Hugo Rietveld est un cristallographe néerlandais né le 7 mars 1932 et mort le 16 juillet 2016. Il est l'inventeur de la méthode de Rietveld, une méthode d'analyse en cristallographie.

## Biographie
Né à La Haye le 7 mars 1932, il fait ses études supérieures à Perth en Australie. Il obtient son doctorat en 1962, sur une étude de diffraction de neutrons sur un monocristal ; sa thèse est intitulée The Structure of p-Diphenylbenzene and Other Compounds (La structure du p-diphénylbenzène et autres composés) ; cette étude est la première étude par diffraction de neutrons en Australie et est effectuée dans le réacteur nucléaire HIFAR à Sydney.
En 1964, il obtient un poste de chercheur à la Fondation néerlandaise de recherche sur l'énergie (Energieonderzoek Centrum Nederland) à Petten. Il prend sa retraite en 1992.
Il obtient le prix Gregori-Aminoff de l'Académie royale des sciences de Suède en 1995, le prix Barett de la conférence de Denver sur les rayons X (Denver X-ray Conference) en 2003, ainsi que la distinction royale d'officier de l'ordre d'Orange-Nassau (Pays-Bas) en 2004.
Il meurt le 16 juillet 2016.